# Schnupperstudium
Ein Probestudium oder Schnupperstudium ist eine Möglichkeit an einer Universität, Berufsschule oder an einem Ausbildungsinstitut in verschiedenen Studiengängen innerhalb eines begrenzten Zeitrahmens teilzunehmen, ohne dafür als Student immatrikuliert oder als Gasthörer gemeldet zu sein. Dem Teilnehmer werden so Einblicke in den Aufbau des Studiums, in die Studieninhalte und in deren  Vermittlung in Seminaren, Vorlesungen und Führungen ermöglicht und ein detailliertes Berufsbild präsentiert. Innerhalb von Berufsschulen und fachspezifischen Ausbildungsinstituten bietet ein Probestudium zusätzlich durch Einbindung praktischer Aufgaben unter Anleitung eines Dozenten oder Coachs einen praxisnahen Berufseinblick. 
Viele Universitäten bieten in Kooperation mit weiterführenden Schulen Schülern der Jahrgangsstufen 11–13 speziell konzipierte Veranstaltungen an, in denen Schülerinnen und Schüler durch Vortragsreihen, Experimentalvorlesungen, Laborführungen und  Durchführung eigener Experimente an den Fachbereich herangeführt werden sollen.
Vorlesungen und Praktika innerhalb des Probestudiums sind im Regelfall kostenlos, für Verpflegung und evtl. benötigte Übernachtungsmöglichkeiten muss der Teilnehmer selbst aufkommen. 
In einigen Fächern werden als Eingangsvoraussetzung bestimmte Lerninhalte gefordert, die der Teilnehmer bereits kennen muss, um den angebotenen Lehrveranstaltungen folgen zu können. Bei nicht volljährigen Teilnehmern wird häufig eine von einem Erziehungsberechtigten unterschriebene Erklärung zur Aufsichtspflicht gefordert. Inzwischen gibt es außerdem spezielle Angebote, die auf bestimmte Teilnehmergruppen ausgerichtet sind, beispielsweise Probestudien in naturwissenschaftlichen Studiengängen für Frauen. 
In einigen Probestudiengängen wird als zusätzliche Option die Möglichkeit einer Anerkennung des Probestudiums als studienrelevante Leistung geboten, die bei einer Einschreibung in den Studiengang angerechnet werden kann.
Alternativ zu einem Probestudium bieten einige Institute auch die Möglichkeit zur Hospitation, wo Lehrveranstaltungen vom Teilnehmer nur stundenweise begleitet werden.